# Северомакедонско-украинские отношения
Северомакедонско-украинские отношения — двусторонние дипломатические отношения между Северной Македонией и Украиной.

## История
23 июля 1993 Украина признала государственную независимость Республики Республики Македонии,
20 апреля 1995 установила с ней дипломатические отношения, а в 2000 подписала Договор
о дружбе и сотрудничестве. В 2001 Верховная Рада Украины ратифицировала
«Консульскую конвенцию между Украиной и Республикой Македония» (2000) и
подписала ряд договоров о взаимовыгодном сотрудничестве в различных сферах.
Украинско-македонские отношения интенсифицировались в начале 2000-х гг., когда усилился балканский
вектор внешней политики Украины, особенно в связи с участием Украины в миротворческих
операциях в этом регионе. Председательствуя в Совете Безопасности ООН (в марте 2001) Украина выступила за сохранение территориальной целостности и суверенитета Республики Македонии,
поддержала её в решении межэтнического конфликта мирным путем и
осудила (резолюция № 1345 Совета Безопасности) акты насилия, совершенные албанскими
экстремистами в отдельных районах Республики Македонии и на юге Сербии.
Северная Македония, учитывая свое геостратегическое положение и темпы обновления
хозяйственной инфраструктуры, является перспективным экономическим партнером Украины в
Балканском регионе.
Развитие украинско-северомакедонских отношений происходит в
условиях конструктивного сотрудничества как одного из элементов курса на политическое и
экономическое сближение со странами Балканского региона в контексте европейской и
евроатлантической интеграции. Украина продолжает активно участвовать в военно-политической (в качестве миротворца) жизни этой страны и пока ещё недостаточно закрепилась в
социально-экономическом и научно-гуманитарном пространстве. С сентября 2003.
началось преподавание македонского языка в Львовском национальном университете имени Ивана Франко,
проводятся Дни культуры Украины в Северной Македонии и Северной Македонии на Украине.
Эффективной формой сотрудничества, показавшей заинтересованность Украины в
дальнейшей интенсификации экономических отношений с Республикой Македония, стало
проведение в мае 2009 в Охриде заседаний Комиссии по торгово-экономическому
сотрудничеству и Комитета по имплементации Соглашения о свободной торговле, а также
украинско-македонских бизнес-форумов в феврале (Киеве) и мае (Охрид) в 2009 году.

## Договорно-правовая база
Договорно-правовая база отношений Украины с Северной Македонии насчитывает 36 действующих документов. В частности, были подписаны Консульская конвенция между Украиной и Республикой Македония, межгосударственный Договор о правовой помощи в гражданских делах, межгосударственное Соглашение о свободной торговле; ряд межправительственных договоренностей и соглашений: о торгово-экономическом сотрудничестве, о научно-техническом сотрудничестве, о содействии и защите инвестиций, об избежании двойного налогообложения, о воздушном сообщении, о сотрудничестве в области взаимного признания работ по сертификации, о сотрудничестве в области культуры и образования, о сотрудничестве в сфере туризма, о сотрудничестве в области спорта и физической культуры, о военно-техническом сотрудничестве, об условиях взаимных поездок граждан, о сотрудничестве в сфере информации и др.

## Торгово-экономическое сотрудничество между Украиной и Республикой Македония в2011
По данным Госкомстата Украины за 2011 год внешнеторговый оборот товарами и услугами составил 229 млн долл. США. При этом экспорт товаров и услуг с Украины в Македонии составил 81,8 млн долл. США, импорт — 147,5. В 2011 год основными группами экспорта товаров с Украины в Северной Македонии были черные металлы, энергетические материалы, нефть и продукты ее перегонки, электрические машины и оборудование, медь и изделия из меди.
Основными группами импорта из Северной Македонии до Украины за 2011 год были: черные металлы, табак, овощи и корнеплоды, фармацевтическая продукция, съедобные плоды и орехи.
В течение 2010 года украинскими компаниями заключено два важных контракты на общую сумму около 12,5 млн евро. Это поставки городских автобусов в Северную Македонию (ООО «Львовские автобусные заводы») и проектирование 160 км газопровода (ПАО «Укргазпроект»). Появление упомянутой украинской продукции на македонском рынке является первым важным шагом для диверсификации украинского экспорта в Северную Македонию, особенно, если учесть существующую структуру украинского экспорта (93,4 % приходится на продукцию черной металлургии).
При содействии Посольства открыт офис македонско-украинской хозяйственной палаты (28 мая) и обеспечено постоянную информационную поддержку его деятельности в части нахождения украинских партнеров для заинтересованных северомакедонских предприятий.